# بروسی
بروسی (به لاتین: Brusy، تلفظ: [ˈbrusɨ]) یک شهرک در لهستان است که در استان پومرانی واقع شده‌است.

## خصوصیات
بروسی ۵٫۱ کیلومترمربع مساحت و ۴٬۵۸۲ نفر جمعیت دارد.